# 피와 땅

피와 땅 이론을 만든 국가식량농업부 로고

피와 땅 또는 피와 흙(독일어: Blut und Boden 블루트 운트 보덴[*])은 나치즘의 핵심 사상 중 하나로, 이상적인 국체(國體)를 이루는 두 가지의 구성 요소, 곧 민족의 혈통을 가진 국민("피")과 그들이 토착하여 살아가는 생활권("땅")을 함께 가리키는 말이다.

## 같이 보기
- 레벤스라움
- 토착주의
- 농본주의